# جان جیمز شپرد
جان جیمز شپرد (انگلیسی: John James Shepherd; ۲ ژوئن ۱۸۸۴ – ۹ ژوئیهٔ ۱۹۵۴) ورزشکار طناب‌کشی اهل بریتانیا بود.